# Obični jelen
Jelen obični (crveni jelen, lat. Cervus elaphus) je vrsta šumske životinje iz porodice jelena (Cervidae). Ženka jelena zove se košuta. 

## Rasprostranjenost
Rasprostranjen je u Europi najčešće u šumskim kompleksima većih vodotoka – Dunava, Save, Drave te brdskim i planinskim šumama Mađarske, Rumunjske, Češke, Slovačke, Hrvatske, Srbije, Slovenije, Njemačke, Austrije, a u manjem broju i u Poljskoj, europskom dijelu Rusije, Norveškoj, Švedskoj, Španjolskoj, Francuskoj i Danskoj. Vrlo su brojni u Hrvatskoj na području Baranje i Slavonije te Gorskog kotara,  u Srbiji na području Vojvodine te u Sloveniji uz poplavne nizine triju velikih rijeka do granice šuma u Slovenskim Alpama.

## Opis izgleda
Ima skladan oblik tijela, u grebenu viši nego u križima, visoke snažne noge dokazuju, da je građen za dugo i ustrajno trčanje. Oblik i veličina rogova ukazuju na prilagodbu za kretanje na otvorenim prostorima, pa time i neprikladnošću za kretanje u sredini obrasloj gustom vegetacijom. Duljina tijela jelena iznosi 225-275 cm, visina u grebenu 120-150 cm. Rep je dugačak 20-25 cm. Tjelesna masa u rasponu je od 125 do 300 kg, a kod košute od 70 do 130 kg. Snažna građa mišića i tetiva omogućuje mu brzi bijeg te skok i do 12 m u duljinu i 3,5 m u visinu. Kreće se korakom, kasom ili trkom. Zubna formula je I 0/4, CI/0, P3/3, M 3/3 dakle ukupno ima 34 zuba, a od toga 22 mliječna. Zamjena mliječnih zubi završava se između 30. i 34. mjeseca života. Od proljeća do jeseni boja dlake jelena je hrđavo crvena, a na trbuhu bjelkasta. Zimska dlaka je dulja, gušća, tamnosmeđe do smeđe-sive boje. Stražnjica je bjelkasta do žutocrvena i obrubljena tamnosmeđom duljom dlakom. Mužjak na vratu ima dulju dlaku, tj. grivu koju ženka nema. Jelen ima rogove, a košuta samo u iznimnim slučajevima. Oba spola imaju suzište, duboku udubinu ispod oka. Na korijenu repa u mužjaka nalazi se mirisna žlijezda. Ženka takvu žlijezdu ima na čelu, a kod oba spola mirisno mjesto se nalazi na vanjskoj strani skočnog zgloba. Rog ima istu funkciju i značaj kao i rog srnjaka. Jelenji rog sastoji se od istih dijelova kao i srnjakov samo ima više parožaka. Ruža na rogu se naziva vijenac, a osim toga se na jelenjem rogu razvija kruna, a iznad nadočnjaka umetak koji se naziva ledenjak. Kod jelena samo mužjaci imaju rogove osim kod sobova. Rogovlje je koštano, pokriveno kožom i puno je krvnih žila. Periodično otpada. Odrasla jedinka ima na oba roga od 10 do 12 parožaka. Sva osjetila ove životinje su odlično razvijena i premda ima astigmatično građeno oko puno bolje razlikuje predmete u okolini od srne.

## Ponašanje
Po ponašanju jelen je životinja sumraka, ali je aktivan i u vrijeme sunčeve svjetlosti. Na njegovu aktivnost djeluju duljina trajanja osvjetljenja i intenzitet sunčeve svjetlosti. Ako je svjetlost kraća i slabija aktivniji je po danu, a za jakog sunca je aktivan u noćnim satima. U ponašanju je uočljiv jaki socijalni nagon, tako da košute gotovo cijelu godinu žive u krdima dok je jelen distanciraniji. Stariji jeleni su osim socijalnom udaljeni i grupnom razdaljinom, tako da postoji dva tipa krda, čvrsto krdo košuta s teladi i jednogodišnjim i dvogodišnjim jelenima i slabo povezana krda u kojima se nalaze jeleni različite starosti. Jako stari mužjaci žive samotničkim životom. Odnos prema staništu je takav da se može prilagoditi i relativno malenom prostoru iako je migracija osnovna karakteristika jelena. Ovim životinjama je duboko usađen nagon za sezonsko seljenje, ljeti u više, a zimi u niže predjele. Danas se međutim više ne sele kao nekada kad su im glavni selidbeni putovi bili duž tokova velikih rijeka. Jeleni se također sele i zbog parenja, godišnjeg doba i slično. Mužjaci se glasaju rikom, a u opasnosti bauču dubljim tonom. Za vrijeme parenja ženke se oglašavaju s "ah" i "ang", a ranjene životinje ispuštaju kratki glas sličan rikanju. Tijekom 24 sata u 5-7 navrata traži hranu i za to mu je potrebno vrijeme od 7-10 sati. U prehrani jelena razlikujemo ove kategorije hrane: mekanu, žilavu, tvrdu te balastne tvari. Osim vode za piće potrebna im je i voda za kaljužanje te sol. 

## Razmnožavanje
Parenje se u nizini odvija u 8. i 9. mjesecu, a u planinama u 9. i 10. mjesecu. Tek se u sezoni parenja mužjaci približavaju ženkama te dolaze na "rikališta" na kojima se međusobno bore za pravo na parenje. Tijekom borbi mogu izgubiti čak do 30 kg. S obzirom na to da žive u poligamiji parenje predstavlja napor koji uz prethodne borbe i neuzimanje hrane može dovesti do takve iscrpljenosti da mužjak može uginuti preko zime. U prirodi je omjer spolova 1:1. Trudnoća košute traje 33-34 tjedna, a pred porod se izdvaja iz krda te se teli u 5. ili 6. mjesecu i obično oteli jedno ili rjeđe dva mladunca. Događa se da jedno ugine kao zametak ili nešto kasnije. Tek rođeno tele teško je 7 do 12 kg. Košuta ima 4 sise, i kada tele toliko ojača da može slijediti majku, košuta se vraća u krdo. Tele postaje samostalno s 9 do 11 mjeseci, a spolna zrelost nastupa najranije sa 16 mjeseci. Od prirodnih neprijatelja jelenu prijete vuk i medvjed, a nejakoj teladi i ris. Životni vijek jelena je 15 do 20 godina, iznimno 25, rast mužjaka se završava s 8 do 9 godina, a košute s 3 do 4 godine. 

## Podvrste
Podvrste.
- C. e. elaphus (Linnaeus, 1758.) živi u zapadnoj Europi.
- C. e. alashanicus (Bobrinskii & Flerov, 1935.)
- C. e. atlanticus (Lönnberg, 1906.)
- Grivasti jelen (C. e. barbarus.) (Bennett, 1833.) živi na Magrebu i Srednjem Atlasu.
- C. e. brauneri (Charlemagne, 1920.)
- Wapiti – C. e. canadensis (Erxleben, 1777.)
- C. e. corsicanus (Erxleben, 1777.) živi na Korzici i Sardiniji.
- Kašmirski jelen, hangul (C. e. hanglu.) (Wagner, 1844.)
- C. e. hispanicus (Hilzheimer, 1909.) živi na Pirenejskom poluotoku.
- C. e. kansuensis (Pocock, 1912.)
- C. e. macneilli (Lydekker, 1909.)
- C. e. maral (Gray, 1850.) živi na Maloj Aziji, Krimu, Kavkazu i sjeverozapadnom Iranu.
- C. e. nannodes (Merriam, 1905.)
- C. e. pannoniensis (Banwell, 1997.)
- C. e. songaricus (Severtzov, 1873.)
- C. e. wallichii (Cuvier, 1823.)
- C. e. xanthopygus (Milne-Edwards, 1867.)
- C. e. yarkandensis (Blanford, 1892.) živi u Xinjiangu.

U bazi podataka o sisavcima u vrsti C. elaphus nisu na popisu podvrste
- Baktrijski (crveni) jelen ili baktrijski vapiti (C. e. bactrianus) živi u Afganistanu, Kazahstanu, Turkmenistanu, Uzbekistanu i Tadžikistanu.
- C. e. hippelaphus živi u središnoj i jugoistočnoj Europi.
- C. e. Montanus
- C. e. scoticus živi u Škotskoj i Engleskoj.
- C. e. sibiricus

## Vanjske poveznice

### Ostali projekti
|  | Zajednički poslužitelj ima stranicu o temi Obični jelen |
|  | Wikivrste imaju podatke o taksonu Cervus elaphus        |